# I.N.SKY
I.N.SKY là loại máy bay trực thăng không người lái tầm trung do phòng thiết kế KB INDELA  tại Belarus phát triển. Đây là loại máy bay không người lái đa chức năng dùng cả hai mục đích dân sự và quân sự. Có thể dùng cho việc giám sát các cơ sở công nghiệp, các vùng lãnh thổ tách biệt, hệ thống giao thông, tội phạm cũng như có thể được dùng để kiểm tra đường dây điện, tiến hành hoạt động tìm kiếm cứu nạn, nắm tình hình để chi viện hỏa lực, chụp ảnh địa hình... Loại máy bay này hiện đã được bán và đặt hàng trên thị trường.

## Thiết kế
I.N.SKY sử dụng rotor một cánh quạt truyền thống với cánh đuôi với trọng lượng của hệ thống là 86 kg và tải trọng có thể cất cánh là 120 kg. Khi hoạt động máy bay sẽ truyền tín hiệu truyền hình trực tiếp cho trạm điều khiển được ghi lại bởi hệ thống quang điện tử được giữ ổn định bằng con quay hồi chuyển. Hệ thống này có thể khóa mục tiêu cần theo dõi và tự động nhìn theo mục tiêu. Với thiết kế theo dạng khối máy bay cho phép gắn các hệ thống khác nhau tùy theo yêu cầu.
Hệ thống kiểm soát mặt đất có thể thiết lập chế độ tự động bay nếu để ở chế độ này thì người sử dụng sẽ truyền vào vị trí cần bay đến trong không gian như độ cao và vị trí, máy bay sẽ tự động bay đến đó. Người sử dụng cũng có thể tải bản đồ từ internet và phần mềm sẽ tự phân tích xác định các điểm để đường bay đạt hiệu quả. Máy bay sử dụng hệ thống định vị dẫn đường với thuật toán mạng nơ-ron nhân tạo.
Trạm kiểm soát mặt đất gồm có hai phần, khoang điều khiển và khoang kín chứa các ăng ten phát sóng và máy bay. Việc vận hành hệ thống gồm 4 người: chỉ huy, điều khiểu, phân tích dữ liệu và bảo trì.